# Lymm
Lymm är en ort och civil parish i kommunen Borough of Warrington i Storbritannien. Den ligger i grevskapet Cheshire och riksdelen England, i den centrala delen av landet, 260 km nordväst om huvudstaden London. Lymm ligger 29 meter över havet och antalet invånare är 9 767.
Terrängen runt Lymm är platt, och sluttar norrut. Runt Lymm är det tätbefolkat, med 369 invånare per kvadratkilometer. Närmaste större samhälle är Manchester, 19,4 km nordost om Lymm. Omgivningarna runt Lymm är en mosaik av jordbruksmark och naturlig växtlighet.